# Julián Arcas
Julián Arcas (ur. 25 października 1832 w María w Almerii, zm. 16 lutego 1882 w Antequera) – hiszpański gitarzysta i kompozytor. 

## Życiorys
W latach 1860–1870 koncertował w wielu krajach Europy. Napisał około 80 własnych kompozycji i transkrypcji na gitarę, w tym wariacje, preludia, walce i inne tańce. Był nauczycielem Francisco Tárregi uważanego za najlepszego hiszpańskiego gitarzystę. 

## Nagrody i odznaczenia
- Order Karola III[1]
- honorowy mistrz Królewskiego Konserwatorium w Madrycie[1]